# U-155 (1941)
U-155 – niemiecki okręt podwodny (U-Boot) typu IX C z okresu II wojny światowej. Okręt wszedł do służby w 1941 roku. Wybrani dowódcy: Kptlt. Adolf Cornelius Piening.

## Historia
Zamówienie na budowę okrętu zostało złożone w stoczni AG Weser w Bremie. Rozpoczęcie budowy miało miejsce 1 października 1940. Wodowanie nastąpiło 12 maja 1941, wejście do służby 23 sierpnia 1941. 
U-155 odbył dziesięć patroli, podczas których zatopił 25 jednostek o łącznej pojemności 126.664 BRT i uszkodził jedną (6736 BRT). W lutym 1942 roku U-155 którym dowodził Adolf-Cornelius Piening, wykrył konwój ON 67. 22 lutego zatopił brytyjski zbiornikowiec "Adellen" (8000 BRT) oraz frachtowiec (1600 BRT). Podczas kolejnego patrolu na zachód od Trynidadu zatopił od 14 do 30 maja siedem statków, między innymi brytyjski zbiornikowiec "San Victorio" (8100 BRT), na którym z 57 osobowej załogi ocalał tylko jeden człowiek.
15 listopada 1942 roku zatopił lotniskowiec eskortowy HMS „Avenger” (13 785 t) oraz transportowiec wojska „Ettrick” (6736 BRT). 14 czerwca 1943 roku załoga U-Boota zestrzeliła Mosquito z polskiego 307 Dywizjonu, zaś 4 maja 1945 roku Mustanga z 126 Dywizjonu Royal Air Force.
Po kapitulacji III Rzeszy przebazowany z Wilhelmshaven do Zatoki Ryan (Szkocja); zatopiony 21 grudnia 1945 w wyniku operacji Deadlight ogniem artyleryjskim polskiego niszczyciela ORP „Błyskawica”.